# Фонтана-Дам (Північна Кароліна)
Фонтана-Дам (англ. Fontana Dam) — місто (англ. town) в США, в окрузі Грем штату Північна Кароліна. 